# Coulée de boue
Ne doit pas être confondu avec Inondation boueuse ou lave torrentielle.

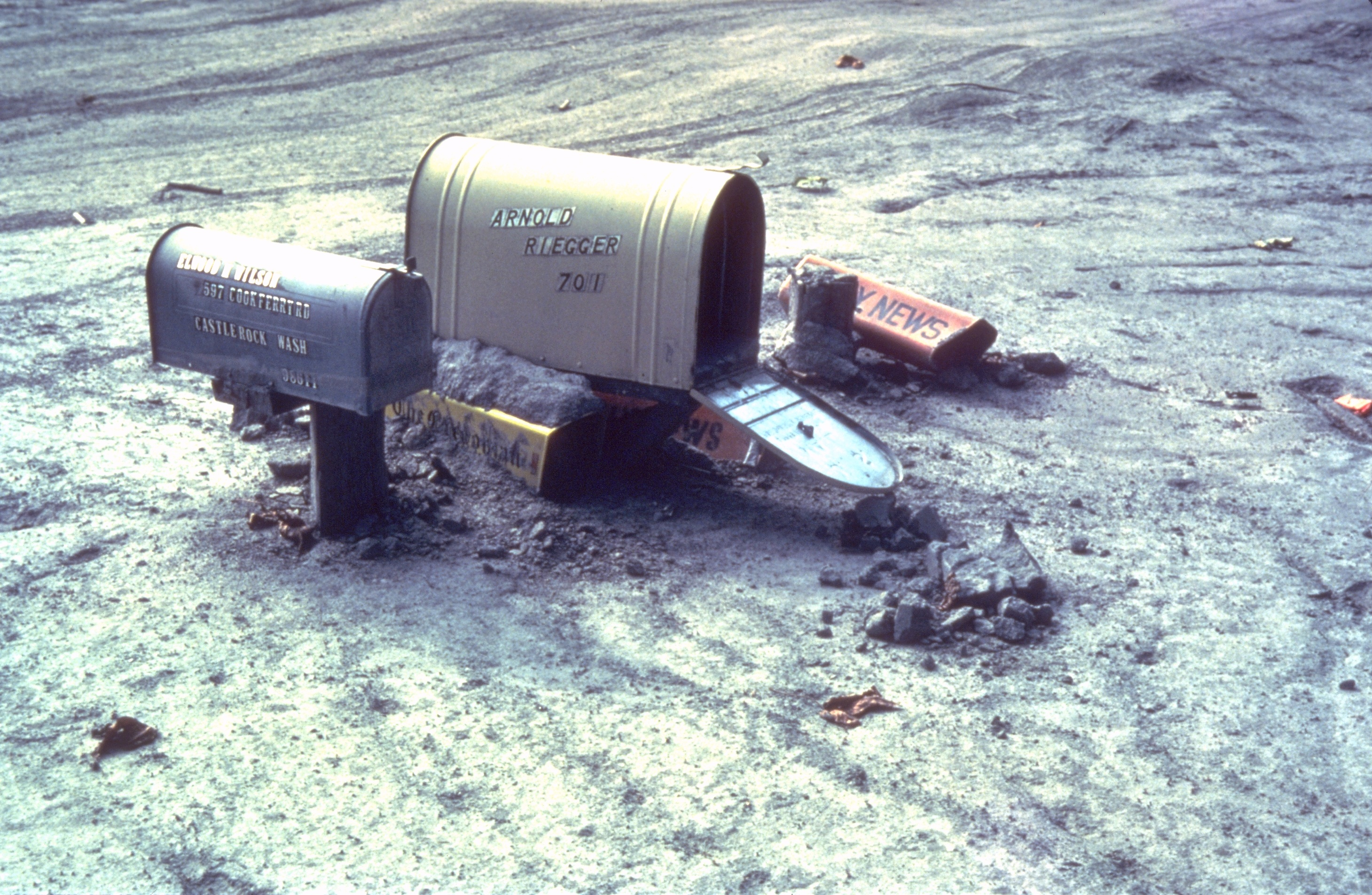
Des boîtes aux lettres ensevelies lors d'une coulée du boue sur la Cowlitz River.

Une coulée de boue est une coulée très rapide de débris partiellement ou complètement fluidisés par l'ajout de quantités importantes d'eau à la matière source. L'écoulement est dû à une instabilité gravitaire.

## Sur Terre

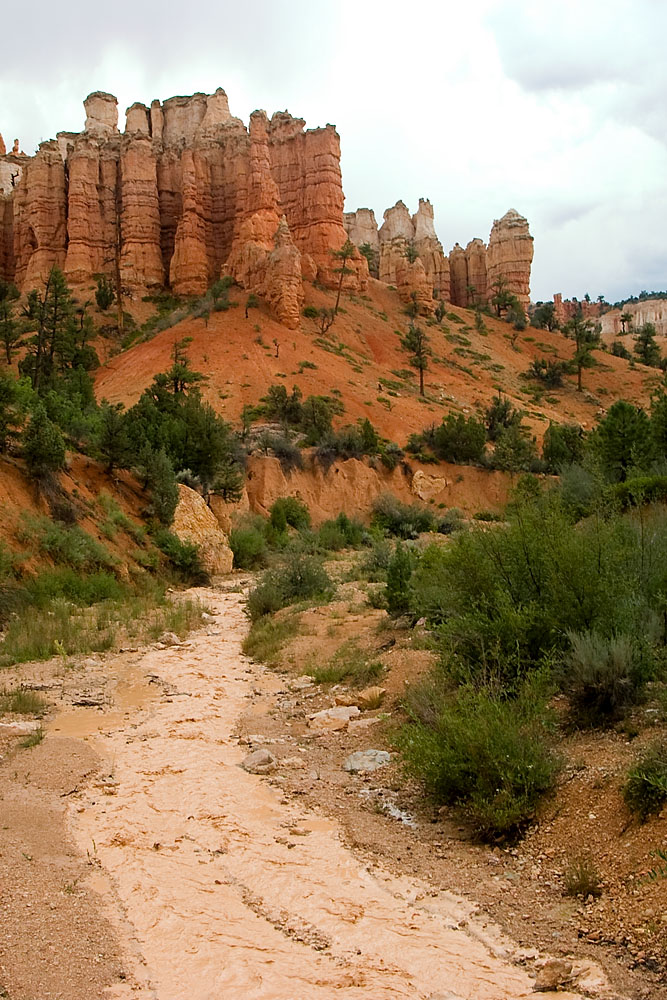
Coulée de boue après un orage.

La coulée de boue peut correspondre à deux situations :
- rupture de pentes de terrains sur-saturés; rupture de poche, surcharge de nappe ;
- déclenchement sur une pente par temps hyper sec de pluie importantes.

C'est le plus rapide (jusqu'à 80 km/h) et le plus fluide des différents types de mouvements de terrain. Elle est composée d'au minimum 30 % d'eau et 50 % de limons, vases et autres matériaux argileux. Il convient de ne pas la confondre avec une inondation boueuse et les laves torrentielles. Les coulées de boue se forment souvent sur des versants et se constituent en cours d'eau à régime torrentiel. La puissance destructrice de certaines d'entre elles permet une comparaison avec les avalanches.
Ce phénomène hydrologique se manifeste en particulier dans les régions arides et semi-arides où l'on peut observer de longues périodes de sécheresse suivies d'averses inattendues et torrentielles. Ces dernières hydratent si brutalement les sols, fortement desséchés, qu'ils s'effritent et font grossir ces cours d'eau temporaires. Il s'agit alors d'un phénomène de solifluxion.
Il existe également un phénomène de coulée de boue par ruissellement lors de cumuls de précipitations importants. Elles touchent les zones agricoles arables où la pente est un facteur déterminant dans la virulence et l'étendue de ces coulées de boue. On peut prendre en exemple l'Alsace.
L'expression « coulée de boue » volcanique est utilisée par analogie en géomorphologie volcanique, mais désignée sous le terme spécifique de lahar, coulée volcanique principalement formée d’eau, de cendres volcaniques et de téphras.

## Sur Mars
Des milliers de formations géomorphologiques de Mars sont interprétées comme des coulées de boue, issues de volcans de boue. C'est notamment le cas dans Chryse Planitia, où l'on en a identifié 1 318, répartis sur une superficie de 700 000 km2 ; leur taille varie de quelques dixièmes à quelques dizaines de kilomètres,.
L'écoulement de la boue sur Mars se fait dans des conditions assez différentes de la Terre : gravité et pression atmosphérique plus faibles, et température plus basse en général mais pouvant atteindre localement une vingtaine de degrés Celsius. Des simulations analogiques (en) montrent que l'écoulement est facilité par l'ébullition de l'eau de la boue, qui la fluidise et la fait léviter.